# Jindřichovice (Kolinec)
Jindřichovice jsou malá vesnice, část městyse Kolinec v okrese Klatovy v Plzeňském kraji. Nachází se asi tři kilometry západně od Kolince. Jindřichovice leží v katastrálním území Jindřichovice u Malonic o rozloze 4,18 km².

## Historie
První písemná zmínka o vesnici pochází z roku 1381.

## Obyvatelstvo
| Rok            | 1869 | 1880 | 1890 | 1900 | 1910 | 1921 | 1930 | 1950 | 1961 | 1970 | 1980 | 1991 | 2001 | 2011 | 2021 |
| -------------- | ---- | ---- | ---- | ---- | ---- | ---- | ---- | ---- | ---- | ---- | ---- | ---- | ---- | ---- | ---- |
| Počet obyvatel | 308  | 293  | 288  | 296  | 223  | 257  | 230  | 149  | 139  | 103  | 94   | 72   | 81   | 83   | 78   |
| Počet domů     | 42   | 43   | 44   | 46   | 43   | 45   | 45   | 42   | 48   | 30   | 27   | 29   | 29   | 27   | 28   |

## Obecní správa
Při sčítání lidu v letech 1850–1960 Jindřichovice byly samostatnou obcí, se kterým patřily nejprve do okresu Klatovy, ale v roce 1950 v okrese Sušice. V letech 1961–1980 byly částí obce Malonice v okrese Klatovy. Od 1. ledna 1981 jsou částí městyse Kolinec v okrese Klatovy. V letech 1850–1960 k obci patřil Sluhov.

## Pamětihodnosti
- Kaple svaté Anny
- Starý a nový zámek
- Kaple svatého Václava
- Domy čp. 1 a 16

## Galerie

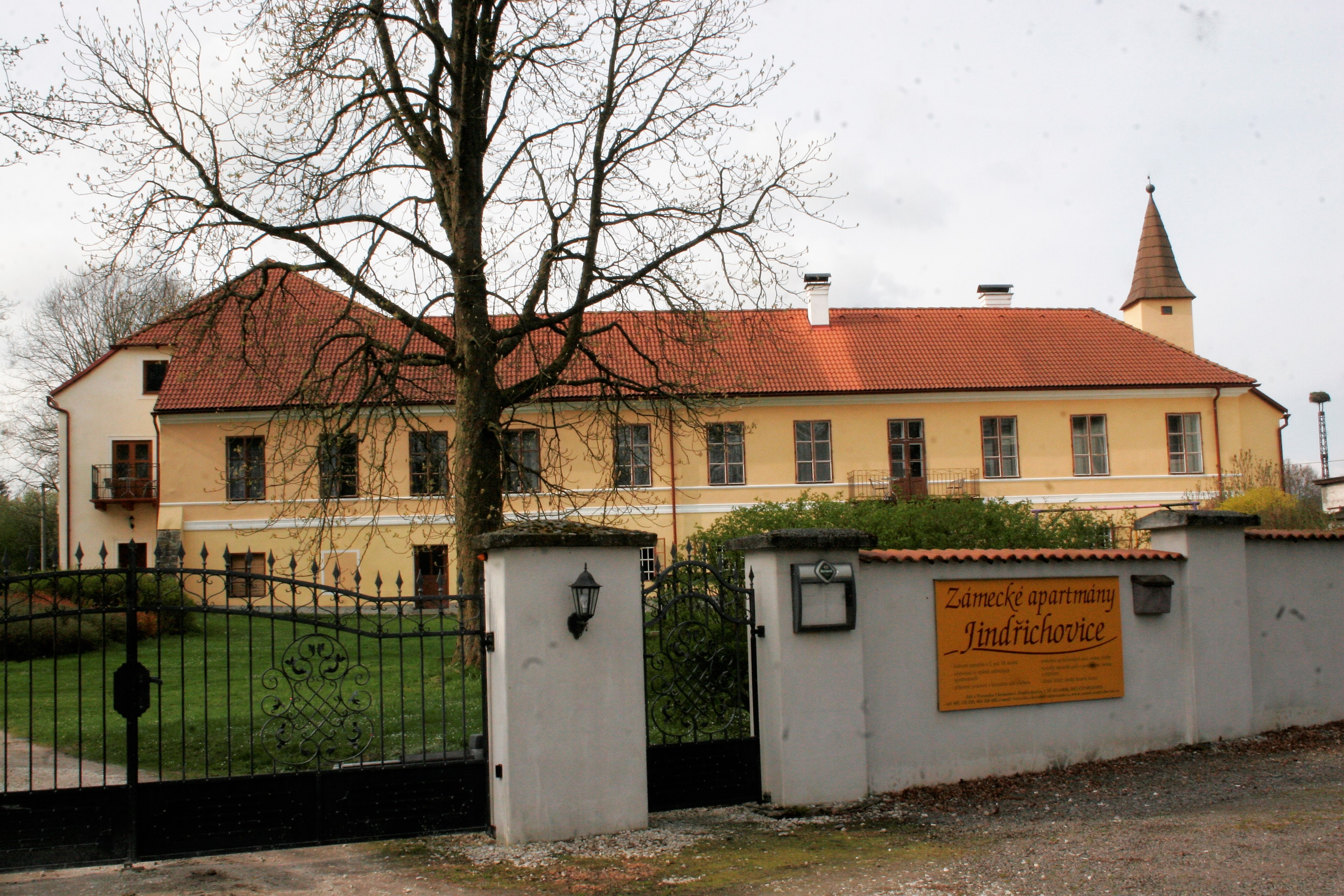
Zámek
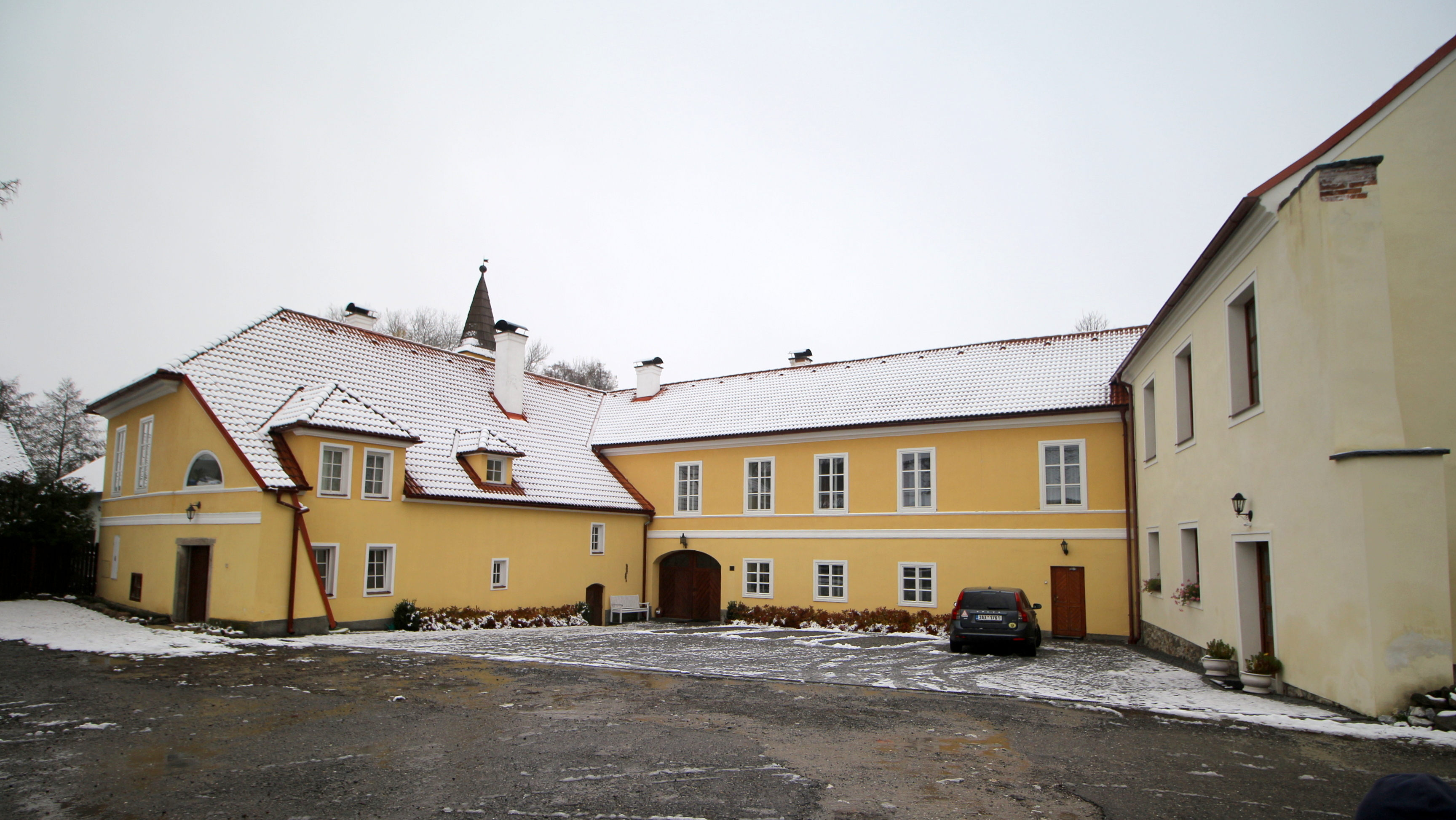
Zámek
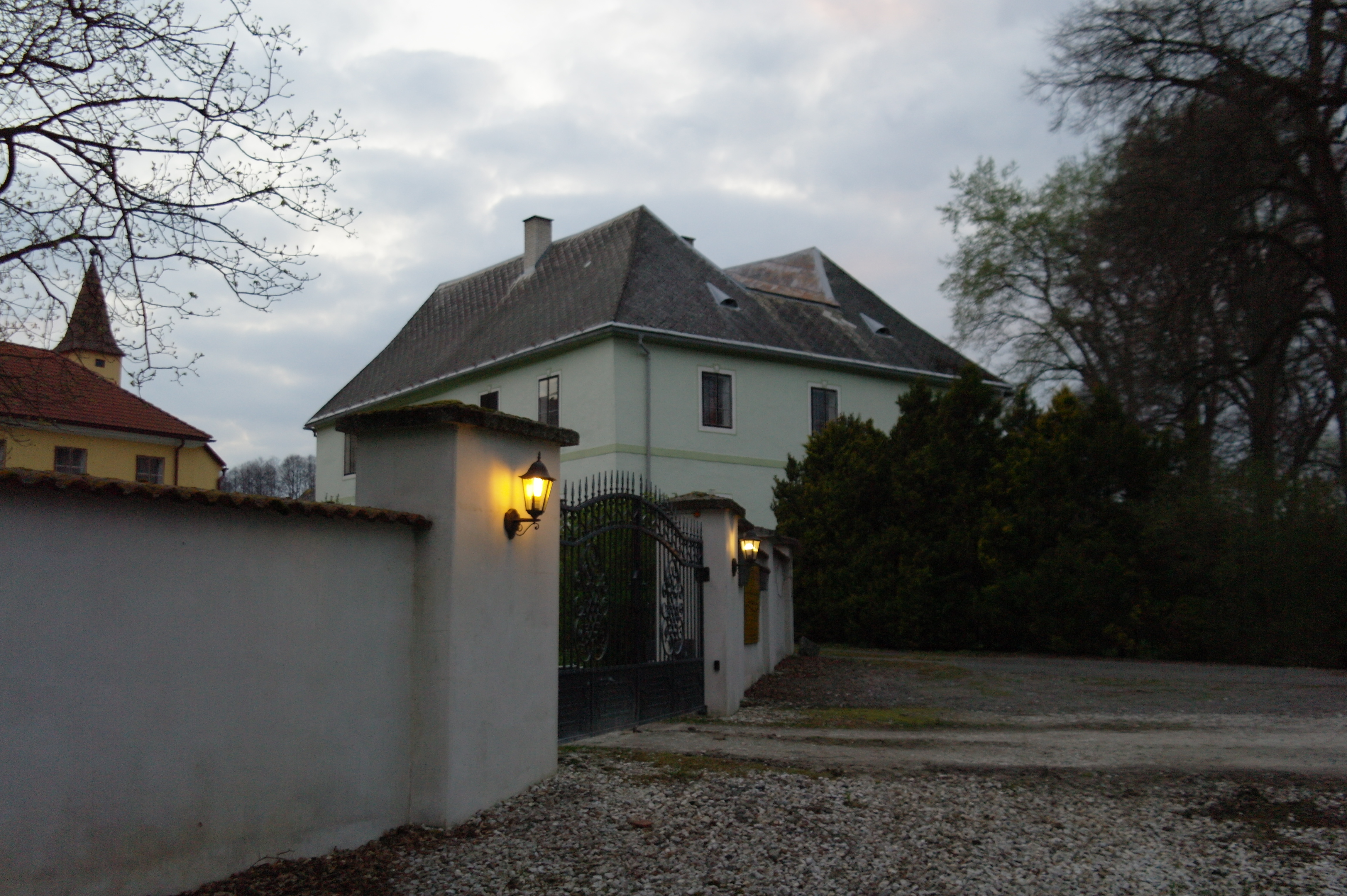
Budova v areálu zámku
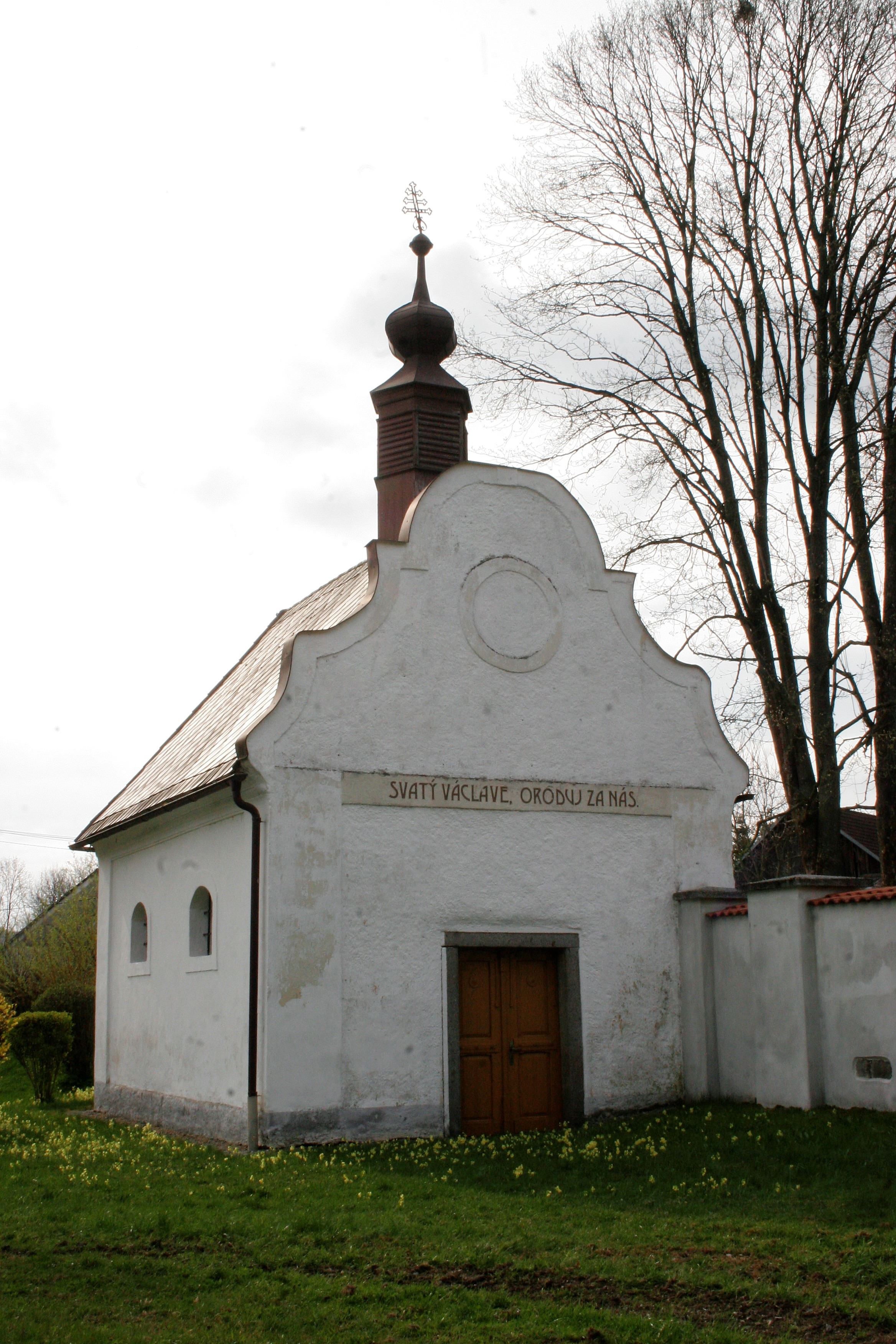
Kaple svatého Václava